# Maximilian-Kolbe-Schule

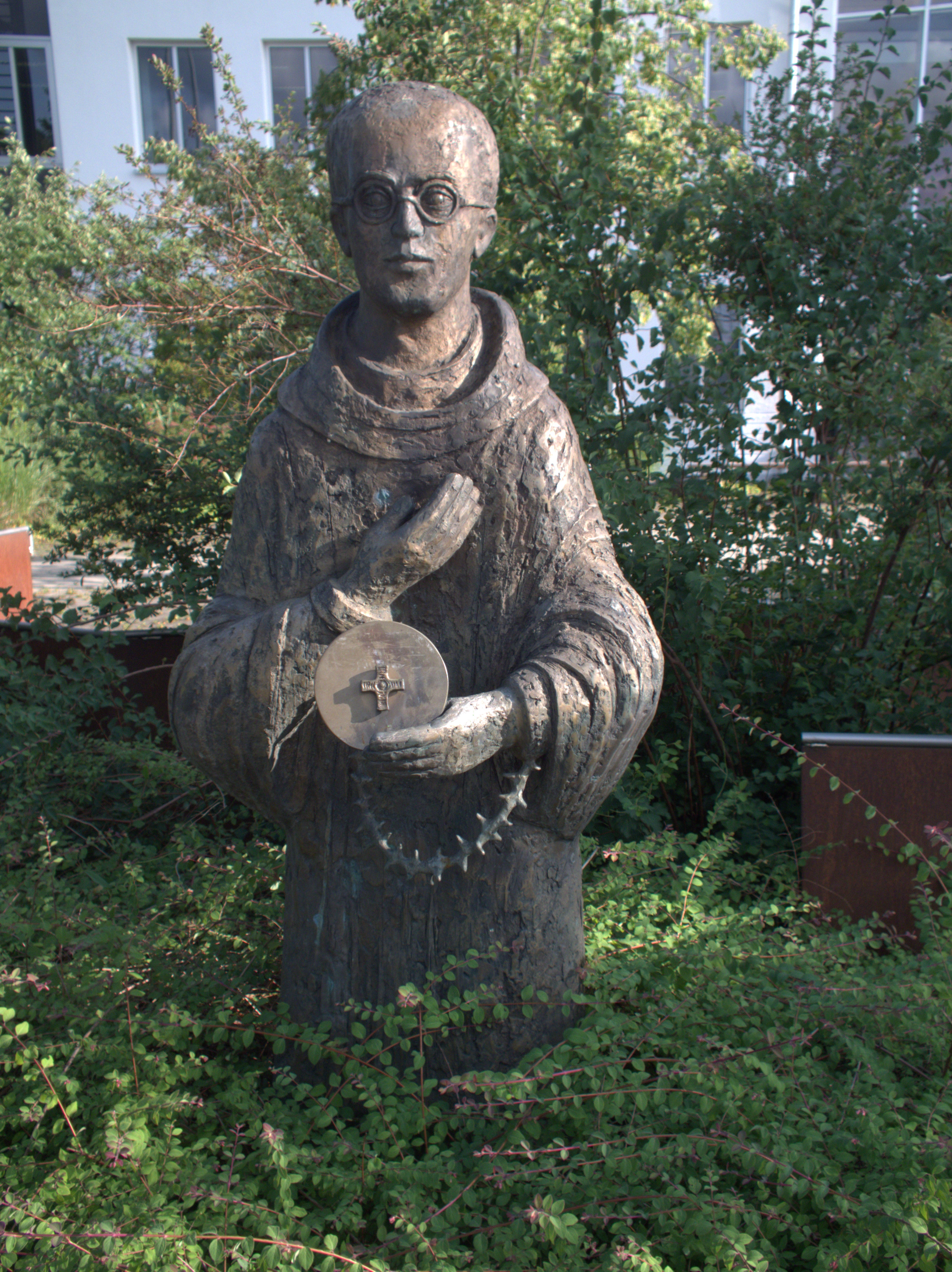
Denkmal für den Namenspatron der Schule

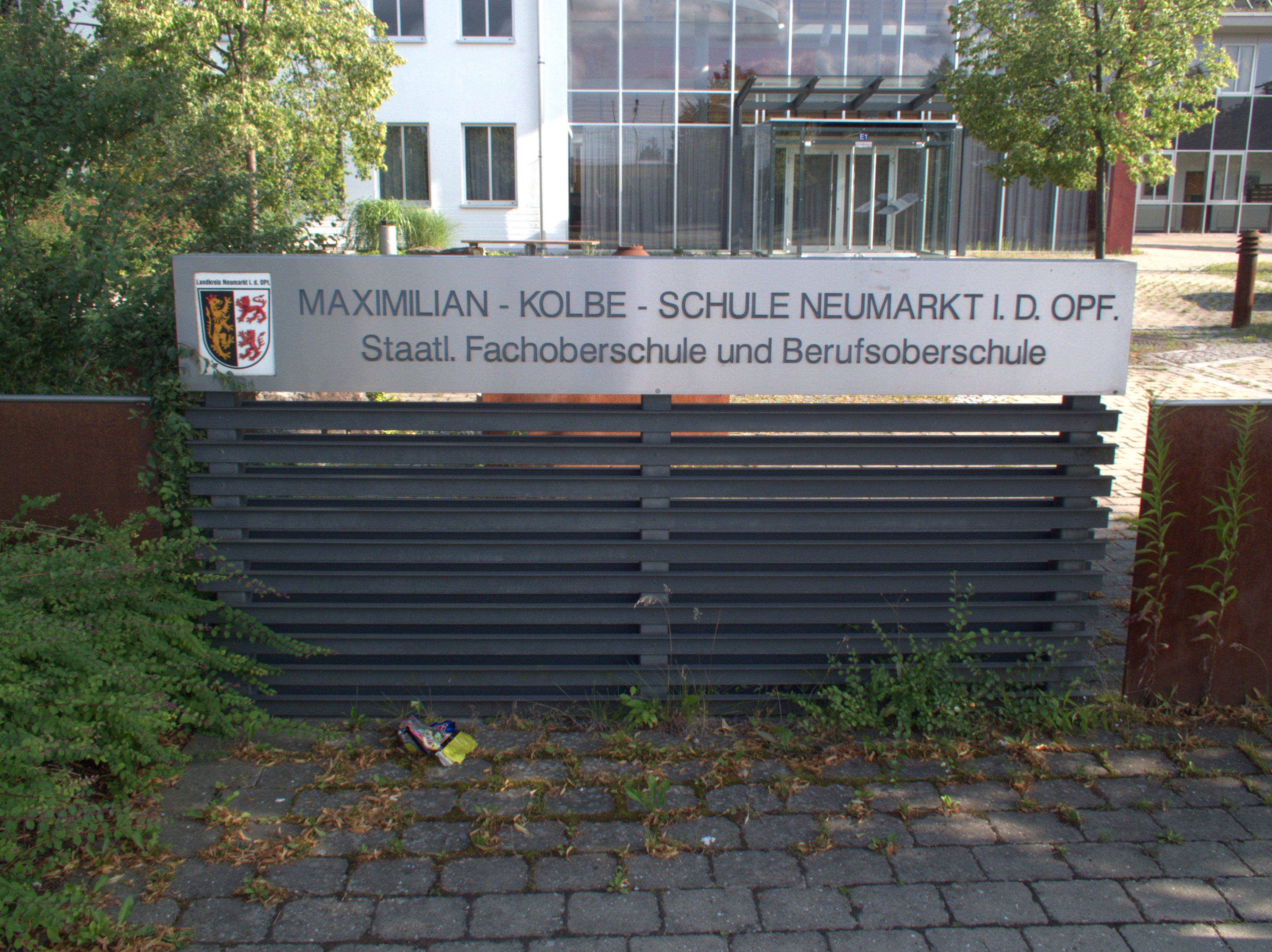
Schulschild

Die Maximilian-Kolbe-Schule in Neumarkt in der Oberpfalz ist die Berufliche Oberschule für den Landkreis Neumarkt in der Oberpfalz. Derzeit besuchen ca. 850 Schüler die insgesamt 35 Klassen 11 bis 13 sowie die BOS-Vorklassen, in den Ausbildungsrichtungen Wirtschaft, Technik und Soziales. 2008 kamen 12 % der Abiturienten der Schule ursprünglich von der Hauptschule.

## Geschichte
Im Jahre 1971 wurde die Berufliche Oberschule in Neumarkt in der Oberpfalz gegründet. Erst Ende der 1980er Jahre wurde sie nach Maximilian Kolbe benannt.
Das neue Schulgebäude in der Kerschensteinerstraße wurde im Jahr 1998 errichtet, nachdem der alte Standort am Theo-Betz-Platz zu einer Förderschule umgewandelt worden war. Seitdem wurde sie aufgrund der ständig steigenden Schülerzahl bereits zweimal erweitert.
Aufgrund der Nähe und des dortigen mangelnden Angebots besuchen auch zahlreiche Schüler aus den Landkreisen Roth und Nürnberger Land diese Schule.
Der Schulleiter ist seit 2014 Markus Domeier.

## Schulprojekte
Seit einem Schulprojekt im Januar 2009 darf sie sich „Schule ohne Rassismus – Schule mit Courage“ nennen.
In einem jährlich stattfindenden Weihnachtsmarkt, den die Schüler selbst gestalten, werden Spenden für Kinder in Mexiko gesammelt.
Außerdem beteiligt sich die Schule an den Projekten Sokrates und Comenius der Europäischen Union.
Nebenbei fungiert die Maximilian-Kolbe-Schule als EDV-Beratungsschule für Ostbayern. Das heißt, sie bietet EDV-Kurse für Verwaltungsangestellte an und erarbeitet Konzepte für die Vernetzung von Schulen. Deswegen erhielt sie 2007 Besuch einer Delegation für Digitalisierung des Chinesischen Unterrichtswesens des Chinesischen Staatsrates.

## Schülerzeitung Maxmodul
Die nur online einsehbare Schülerzeitung Maxmodul erhielt aufgrund ihres hohen Niveaus schon zahlreiche Preise. Beim Schülerzeitungswettbewerb des Spiegels erreichte sie 2007 den ersten und 2008 den 3. Platz.